# Altwigshagen
Altwigshagen est une municipalité allemande du land de Mecklembourg-Poméranie-Occidentale et l'arrondissement de Poméranie-Occidentale-Greifswald.

## Curiosités touristiques
- L'église sans clocher d'Altwigshagen est un bâtiment de briques recouvertes de crépis, entièrement reconstruit au cours de la seconde moitié du XVIIe siècle. Son pignon ouest a reçu par la suite un appareillage en damier.
- L'église Sainte-Marie-Madeleine de Wietstock est une construction en moëllons à plan rectangulaire, qui remonte au XVIe siècle. Elle se distingue par les quatre contreforts aux angles. Sa couverture en charpente date du XVIIIe siècle.
- Un écomusée consacré au filage de la laine (Heimat- und Spinnstube Altwigshagen) a été aménagé en  1997 dans l'ancienne école. On y donne des cours d'initiation au filage et à la feutrine.
- Le manoir d’Altwigshagen, assez délabré, le parc à l'état sauvage.
- La motte castrale d’Altwigshagen ou Schlossberg, sur laquelle le manoir a été reconstruit.
- Le manoir de Wietstock a été aménagé vers 1920.
- La motte castrale de Wietstock

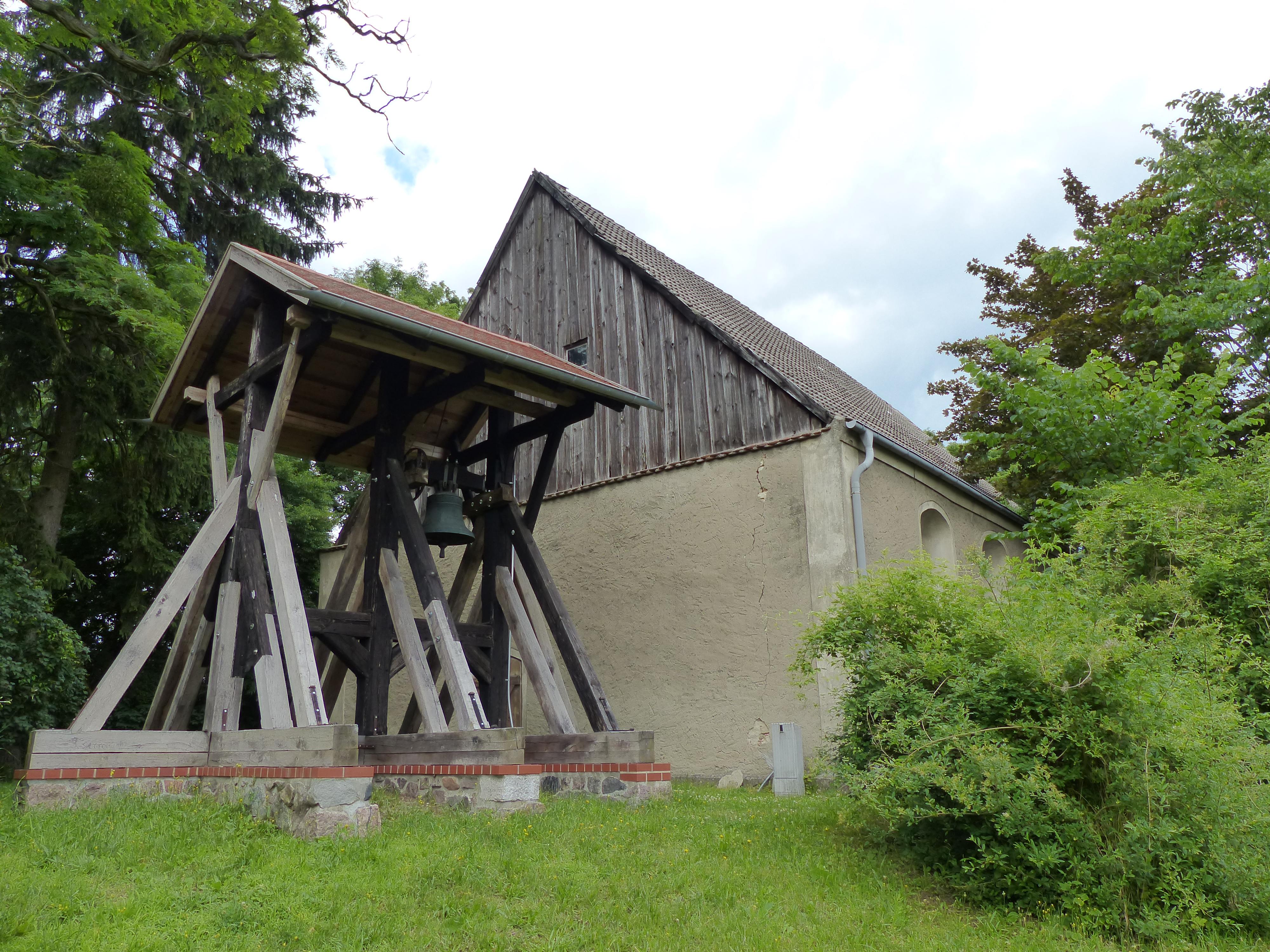
L'église sans clocher d'Altwigshagen.
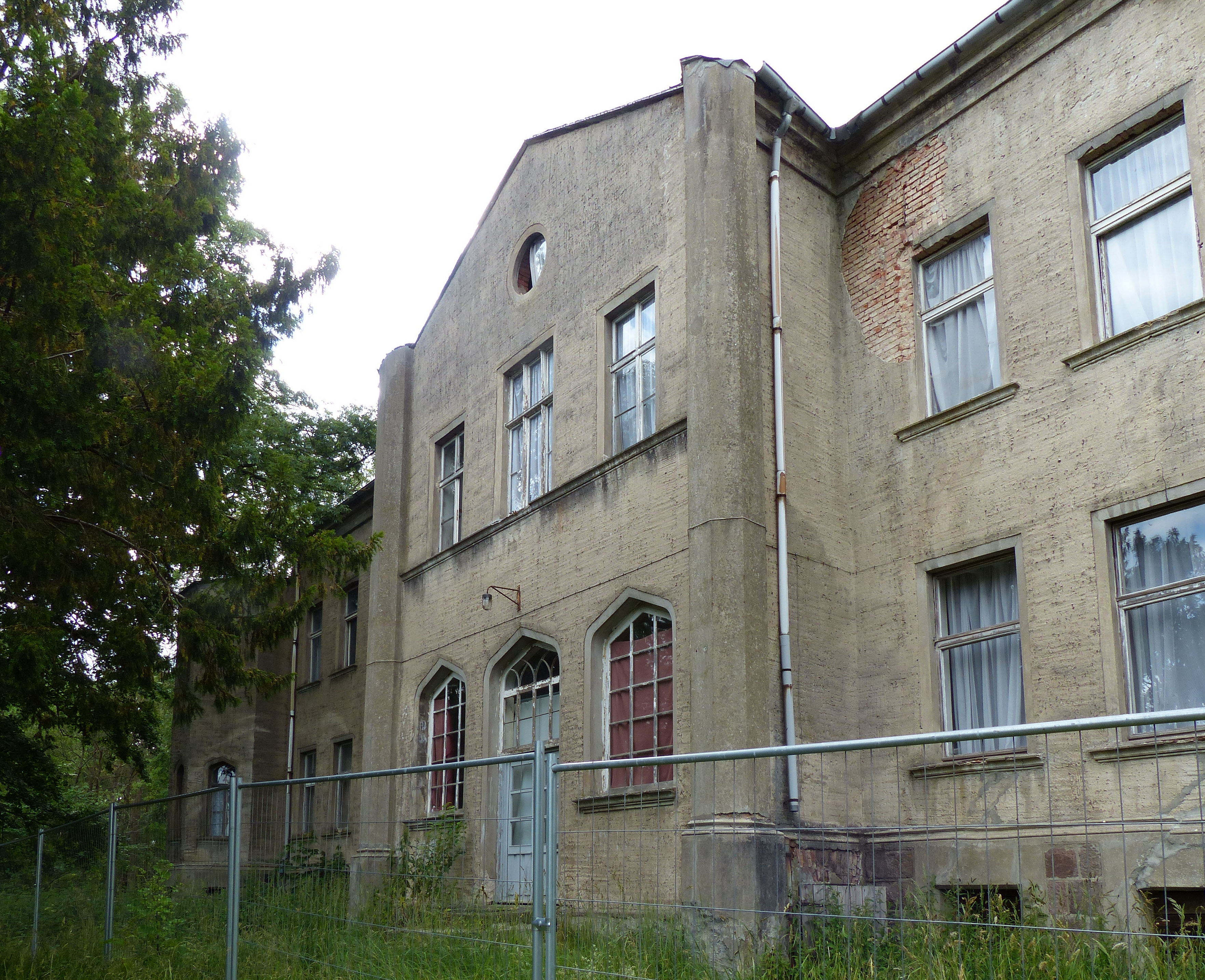
Le manoir d’Altwigshagen
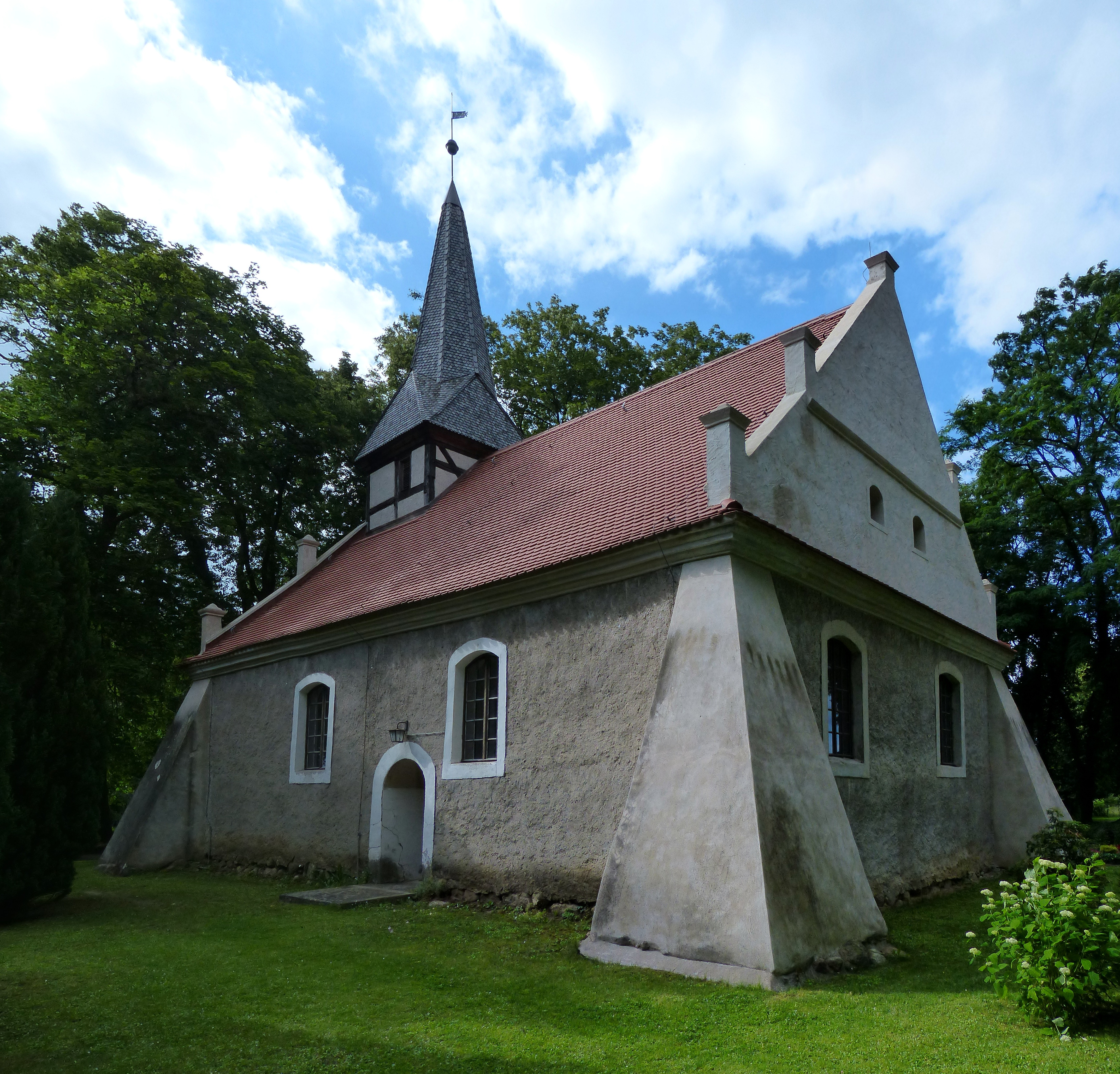
L'église Sainte Marie-Madeleine de Wietstock